# Henri-Guillaume de Fabribeckers de Cortils de Grâce
Henri Guillaume Joseph de Fabribeckers de Cortils (Luik, 24 september 1752 - 17 januari 1842) was een Zuid-Nederlands edelman en industrieel.

## Levensloop
In 1705 werd een erfelijke titel van ridder van het Heilig Roomse Rijk verleend aan Edmond Beckers, die de erfgenaam was van zijn oom Edmond Fabri. Zo ontstond de naam Fabri Beckers, en later Fabribeckers.
Henri-Guillaume was een zoon van Edmond-Antoine de Fabri Beckers, heer van Cortils en van Marie-Anne de Beeckman. Edmond-Antoine was amman van Mortier in het graafschap Dalhem. Er was ook nog een andere zoon, Pierre Joseph de Fabribeckers de Cortils (1755-1819), die echter geen heropname in de adel aanvroeg na 1814. 
Henri-Guillaume trouwde in 1784 met barones Charlotte van der Heyden a Blisia (1732-1797), vrouwe van Grace, en hertrouwde in 1801 met Jeanne de Villegas de Clercamp (1771-1844). Uit het tweede huwelijk kreeg hij twee zoons en een dochter.
Hij woonde in Luik in het Hôtel Fabribeckers, rue des Mauvais Chevaux (nu Place Saint-Lambert 26), thans bekend als Hôtel de Cortenbach. Zijn buitengoed, Château de Cortils bevond zich in Mortier.
Vanaf het ancien régime en ook tijdens de revolutiejaren en onder het Franse keizerrijk en daarna, was hij een actieve uitbater van koolmijnen. Hij was vooral de actieve vennoot van de koolmijnen in Wandre en speelde er gedurende een aantal jaren een leidende rol. 
Hij kwam tevoorschijn op het publieke forum bij de bevrijding van de Zuidelijke Nederlanden door de geallieerde troepen. In 1814 werd hij benoemd als een van de vijf voorlopige bestuurders van de stad Luik. In 1816 werd hij erkend in de erfelijke adel (zonder riddertitel) en benoemd als lid van de Ridderschap voor de nieuwe Nederlandse provincie Luik. Bij die erkenning werd hij ingeschreven als 'de Fabri Beckers de Cortils et Grâce'. Hij werd lid van de Provinciale Staten van Luik.
Zijn zoon Edmond de Fabribeckers (1802-1871) werd burgemeester van Mortier. Diens zoon, Edmond-Joseph de Fabribeckers (1833-1888), verkreeg in 1886 voor zichzelf en al zijn mannelijke afstammelingen de titel ridder.
De tweede zoon, Henri-Aimé de Fabribeckers (1803-1874), werd eveneens burgemeester van Mortier en provincieraadslid voor Luik. Hoewel hij met zijn echtgenote Marie-Aimée de Villegas de Clercamp (1803-1891) acht kinderen had, is deze familietak in 1889 uitgedoofd.
Een kleinzoon van Edmond, ridder Edmond de Fabribeckers (1903-1981), was burgemeester van Lummen en officier in het Belgische leger. Hij werd luitenant-kolonel bij de Artillerie en schreef een boek over de Achttiendaagse Veldtocht. Hij kreeg in 1931 vergunning om de Grâce aan de familienaam toe te voegen.